# 네스비시성

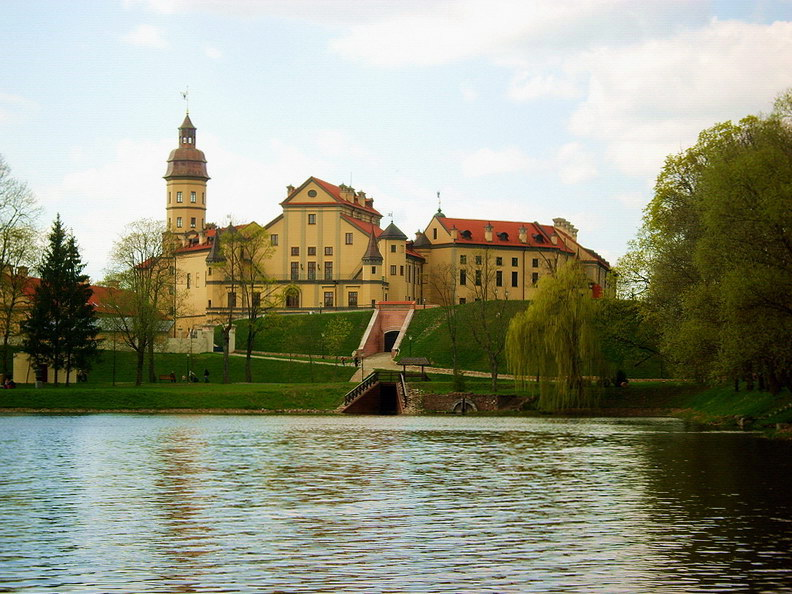
네스비시성

네스비시성(벨라루스어: Нясвіжскі замак)은 벨라루스 냐스비주에 있는 라지비우 가문의 성이다. 해발 183 미터 (600 ft)다. 16세기와 17세기에 지어지고 1939년까지 라지비우 가문이 유지했던 이 성과 근처의 성체 성혈 대축일 교회는 중부 유럽과 러시아 건축의 발전에 중요한 역할을 했다. 2005년에 성, 교회, 주변환경 등이 유네스코 세계문화유산에 등재되었다.